# Bagunça Meu Coreto
Bagunça Meu Coreto é um bloco carnavalesco nascido em 2005 é embalado por marchinhas e sambas, desfila no bairro das Laranjeiras, Rio de Janeiro, saindo da Praça São Salvador e indo até o bairro do Flamengo. Seu nome vem do coreto que ornamenta a Praça São Salvador onde nasceu o bloco.

## História
O bloco começou com alguns moradores do entorno da praça que saiam em outros blocos da cidade. Outros amigos foram chegando e estava formado o grupo de 40 diretores, que até hoje está à frente do bloco. “Na época, essa praça era muito vazia. Quando a gente surgiu, o coreto não era tão bagunçado”, contou o professor Tarcísio Motta, presidente e um dos fundadores do Bagunça Meu Coreto.
“Modéstia à parte, fazemos o melhor carnaval do Rio aqui nesse bairro. É um bloco família, com muita presença de crianças, de moradores, a galera sempre muito fantasiada e a gente fica muito feliz de ter uma bandinha tocando marchinhas e sambas aqui no Bagunça”, disse, orgulhoso do bloco que ajudou a criar e que reúne cerca de 4 mil foliões anualmente.